# 7th Avenue (Sixth Avenue Line)
7th Avenue is een station van de metro van New York aan de Sixth Avenue Line en de Queens Boulevard Line in Manhattan. De lijnen  maken gebruik van dit station.
 ·  ·  ·  ·  ·  ·  ·  ·  · 